# Way Petay
Way Petay is een bestuurslaag in het regentschap Lampung Barat van de provincie Lampung, Indonesië. Way Petay telt 5058 inwoners (volkstelling 2010).